# Curaçá (ort)
Curaçá är en ort i Brasilien.   Den ligger i kommunen Curaçá och delstaten Bahia, i den östra delen av landet, 1 200 km nordost om huvudstaden Brasília. Curaçá ligger 359 meter över havet och antalet invånare är 11 858.
Terrängen runt Curaçá är platt. Runt Curaçá är det glesbefolkat, med 9 invånare per kvadratkilometer.. Det finns inga andra samhällen i närheten.
Omgivningarna runt Curaçá är i huvudsak ett öppet busklandskap.